# Pont de l'Arche-de-Noé
Le pont de l’Arche-de-Noé est un pont couvert routier qui franchit le Ruisseau Tourville dans la municipalité de La Morandière-Rochebaucourt en Abitibi-Témiscamingue, Quebec, Canada. 
Parmi les derniers ponts couverts construits au Québec, 34 l'ont été à l'Abitibi, et sont associés à sa colonisation. Moins de la moitié d'entre eux subsiste.  
Ce pont en bois à une voie est de type ferme Town élaboré (ou québécois) : modèle modifié par le ministère de la Colonisation du Québec pour le rendre encore plus économique. Il a été employé pour construire plus de 500 ponts couverts au Québec.
Construit en 1937, il est peint rouge depuis les années 1980, étant gris avant. Un pilier de métal y a été ajouté en 1985. Relatif aux autres constructions de la région, il a une faible pente de toit.
La charge affichée était de 15 tonnes lorsqu'il était en service. Il a été fermé à la circulation en 2010.
Ce pont fait partie du Répertoire du patrimoine culturel du Québec, mais n'est cependant ni protégé, ni cité.